# Монументални бициклистички класици
Монументални бициклистички класици је назив за пет бициклистичких класика који се сматрају најстаријим, најтежим и најпрестижнијим једнодневним тркама у друмском бициклизму. Сваки од њих има дугу историју и традицију, као и специфичне индивидуалне карактеристике. Монументални класици доносе 800 бодова у UCI свјетском рангирању, по чему се налазе иза гранд тур трка, а испред свих осталих етапних и једнодневних трка. На почетку, када је основан UCI ворлд тур као систем рангирања 2009. године, монументални класици доносили су највише бодова од једнодневних трка.
Лијеж—Бастоњ—Лијеж је најстарији од свих класика, први пут је организован 1892. године, али није одржаван од 1895. до 1908. Ронде ван Фландерен је најмлађи од монументалних класика, први пут је одржан 1913, а једини је класик који је без прекида одржаван од 1919. године.
Рекордер је Еди Меркс, који је укупно 19 пута освојио пет монументалних класика, од чега седам пута Милано—Санремо. Рогер де Фламинк је освојио 11 пута монументалне класике, док су Костанте Ђирарденго, Фаусто Копи и Шон Кели освојили по девет, а Рик ван Лој осам.

## Списак Монументалних класика
- Милано—Санремо – први велики класик у сезони, надимак му је La Primavera (прољеће), због тога што се одржава у марту. Први пут је одржан 1907. године, рута је обично дуга око 300 km и не садржи стрме успоне нити секције са калдрмом, као остали класици, што омогућава спринтерима да се боре за побједу.[7] Ипак, успони у финишу трке — Чипреса и Пођо, често раздвоје групу и омогућавају возачима да дођу до соло побједе.[8]

- Ронде ван Фландерен – Ронде је први велики калдрмисани класик у сезони, вози се прве недеље у априлу. Први пут је одржан 1913. године и најмлађи је од пет монументалних класика. Познат је по кратким, али оштрим успонима у Фламанским арденима, по калдрми. Рута се мијењала током година, од 2017. старт је у Антверпену,[9] док је циљ од 2012. у Оуденардеу.[10]

- Париз—Рубе – Краљица класика или l'Enfer du Nord ("Пакао сјевера"), вози се обично недељу дана након Ронде ван Фландерена. Први пут је одржан 1896. године. Због великог броја секција под калдрмом, Париз—Рубе је једна од најнеизвјеснијих и најтежих једнодневних трка. Сматра се најбруталнијим тестом менталне и физичке издржљивости у бициклизму. Циљ је на велодрому у Рубеу; на крају трке, возачи су обично прекривени прашином и блатом.[11] Сматра се највећим од свих класика и највећом трком у друмском бициклизму након Тур де Франса.[8]

- Лијеж—Бастоњ—Лијеж – одржава се крајем априла. La Doyenne је најстарији класик, последњи је од арденских класика и обично последњи прољећни класик. Први пут је одржан 1892. године, као трка за аматере, док се од 1894. одржава трка за професионалце. Класик је познат по стрмим брдима у Арденима и циљу на успону у Лијежу, што фаворизује брдаше, укључујући и возаче који се боре за освајање гранд тур трка.[12]

- Ђиро ди Ломбардија –  (јесењи класик) или Race of the Falling Leaves.[13] Одржава се у октобру или крајем септембра и једини је од пет монументалних класика који се вози током јесени. Првобитно је организован као Милано—Милано 1905. године, док је 1907. име промијењено у Ђиро ди Ломбардија.[14] Године 2012. промијењено је име у Ил Ломбардија. Као и Лијеж—Бастоњ—Лијеж, Ломбардија је класик за брдаше, са доста стрмих успона, док је циљ такође на успону.[8]

Белгијски класици — Ронде ван Фландерен и Лијеж—Бастоњ—Лијеж имају и трку за жене. Верзија Милано—Санрема за жене, под називом Примавера Роса, покренута је 1999. године, али је угашена 2005.

## Списак побједника
| Година | Милано—Санремо                  | Ронде ван Фландерен            | Париз—Рубе                         | Лијеж—Бастоњ—Лијеж                                | Ђиро ди Ломбардија               |
| ------ | ------------------------------- | ------------------------------ | ---------------------------------- | ------------------------------------------------- | -------------------------------- |
| 1892.  | Није одржавано                  | Није одржавано                 | Није одржавано                     | Леон Хуа (БЕЛ) (1/3)                              | Није одржавано                   |
| 1893.  | Није одржавано                  | Није одржавано                 | Није одржавано                     | Леон Хуа (БЕЛ) (2/3)                              | Није одржавано                   |
| 1894.  | Није одржавано                  | Није одржавано                 | Није одржавано                     | Леон Хуа (БЕЛ) (3/3)                              | Није одржавано                   |
| 1895.  | Није одржавано                  | Није одржавано                 | Није одржавано                     | Није одржавано                                    | Није одржавано                   |
| 1896.  | Није одржавано                  | Није одржавано                 | Јозеф Фишер (ЊЕМ)                  | Није одржавано                                    | Није одржавано                   |
| 1897.  | Није одржавано                  | Није одржавано                 | Морис Гарен (ИТА) (1/2)            | Није одржавано                                    | Није одржавано                   |
| 1898.  | Није одржавано                  | Није одржавано                 | Морис Гарен (ИТА) (2/2)            | Није одржавано                                    | Није одржавано                   |
| 1899.  | Није одржавано                  | Није одржавано                 | Алберт Шампион (ФРА)               | Није одржавано                                    | Није одржавано                   |
| 1900.  | Није одржавано                  | Није одржавано                 | Емил Бур (ФРА)                     | Није одржавано                                    | Није одржавано                   |
| 1901   | Није одржавано                  | Није одржавано                 | Лисјен Лена (ФРА) (1/2)            | Није одржавано                                    | Није одржавано                   |
| 1902.  | Није одржавано                  | Није одржавано                 | Лисјен Лена (ФРА) (2/2)            | Није одржавано                                    | Није одржавано                   |
| 1903.  | Није одржавано                  | Није одржавано                 | Иполит Окутирје (ФРА) (1/2)        | Није одржавано                                    | Није одржавано                   |
| 1904.  | Није одржавано                  | Није одржавано                 | Иполит Окутирје (ФРА) (2/2)        | Није одржавано                                    | Није одржавано                   |
| 1905.  | Није одржавано                  | Није одржавано                 | Луј Труселије (ФРА)                | Није одржавано                                    | Ђовани Ђерби (ИТА)               |
| 1906.  | Није одржавано                  | Није одржавано                 | Анри Корне (ФРА)                   | Није одржавано                                    | Чезаре Брамбила (ИТА)            |
| 1907.  | Лисјен Пети Бретон (ФРА)        | Није одржавано                 | Жорж Пасерје (ФРА)                 | Није одржавано                                    | Гистав Гаригу (ФРА) (1/2)        |
| 1908.  | Сирил ван Хауварт (БЕЛ) (1/2)   | Није одржавано                 | Сирил ван Хауварт (БЕЛ) (2/2)      | Андре Труселије (ФРА)                             | Франсоа Фабе (ЛУК) (1/2)         |
| 1909.  | Луиђи Гана (ИТА)                | Није одржавано                 | Октав Лапиз (ФРА) (1/3)            | Виктор Фастре (БЕЛ)                               | Ђовани Куниоло (ИТА)             |
| 1910.  | Ежен Кристоф (ФРА)              | Није одржавано                 | Октав Лапиз (ФРА) (2/3)            | Није одржавано                                    | Ђовани Микелото (ИТА)            |
| 1911.  | Гистав Гаригу (ФРА) (2/2)       | Није одржавано                 | Октав Лапиз (ФРА) (3/3)            | Жозеф ван Дале (БЕЛ)                              | Анри Пелисје (ФРА) (1/6)         |
| 1912.  | Анри Пелисје (ФРА) (2/6)        | Није одржавано                 | Шарл Крипелан (ФРА) (1/2)          | Омер Версхор (БЕЛ)                                | Карло Оријани (ИТА)              |
| 1913.  | Одил Дефраје (БЕЛ)              | Пол Деман (БЕЛ) (1/2)          | Франсоа Фабе (ЛУК) (2/2)           | Морис Мориц (БЕЛ)                                 | Анри Пелисје (ФРА) (3/6)         |
| 1914.  | Уго Агостини (ИТА)              | Марсел Бојсе (БЕЛ)             | Шарл Крипелан (ФРА) (2/2)          | Није одржавано                                    | Лауро Бордин (ИТА)               |
| 1915.  | Ецио Корлаита (ИТА)             | Није одржавано                 | Није одржавано                     | Није одржавано                                    | Гаетано Белони (ИТА) (1/5)       |
| 1916.  | Није одржавано                  | Није одржавано                 | Није одржавано                     | Није одржавано                                    | Леополдо Торичели (ИТА)          |
| 1917.  | Гаетано Белони (ИТА) (2/5)      | Није одржавано                 | Није одржавано                     | Није одржавано                                    | Филип Тис (БЕЛ)                  |
| 1918.  | Костанте Ђирарденго (ИТА) (1/9) | Није одржавано                 | Није одржавано                     | Није одржавано                                    | Гаетано Белони (ИТА) (3/5)       |
| 1919.  | Анђело Гремо (ИТА)              | Хенри ван Лерберге (БЕЛ)       | Анри Пелисје (ФРА) (4/6)           | Леон Девос (БЕЛ) (1/2)                            | Костанте Ђирарденго (ИТА) (2/9)  |
| 1920.  | Гаетано Белони (ИТА) (4/5)      | Жил ван Евел (БЕЛ) (1/2)       | Пол Деман (БЕЛ) (2/2)              | Леон Сјер (БЕЛ)                                   | Анри Пелисје (ФРА) (5/6)         |
| 1921.  | Костанте Ђирарденго (ИТА) (3/9) | Рене Фермандел (БЕЛ) (1/3)     | Анри Пелисје (ФРА) (6/6)           | Луј Мотја (БЕЛ) (1/2)                             | Костанте Ђирарденго (ИТА) (4/9)  |
| 1922.  | Ђовани Брунеро (ИТА) (1/3)      | Леон Девос (БЕЛ) (2/2)         | Алберт Дејонге (БЕЛ)               | Луј Мотја (БЕЛ) (2/2)                             | Костанте Ђирарденго (ИТА) (5/9)  |
| 1923.  | Костанте Ђирарденго (ИТА) (6/9) | Хајри Сутер (ШВА) (1/2)        | Хајри Сутер (ШВА) (2/2)            | Рене Фермандел (БЕЛ) (2/3)                        | Ђовани Брунеро (ИТА) (2/3)       |
| 1924.  | Пјетро Линари (ИТА)             | Герард Дебатс (БЕЛ) (1/2)      | Жил ван Евел (БЕЛ) (2/2)           | Рене Фермандел (БЕЛ) (3/3)                        | Ђовани Брунеро (ИТА) (3/3)       |
| 1925.  | Костанте Ђирарденго (ИТА) (7/9) | Јулин Делбек (БЕЛ) (1/2)       | Феликс Селије (БЕЛ)                | Жорж Ронс (БЕЛ) (1/2)                             | Алфредо Бинда (ИТА) (1/6)        |
| 1926.  | Костанте Ђирарденго (ИТА) (8/9) | Денис Версхерен (БЕЛ)          | Јулин Делбек (БЕЛ) (2/2)           | Диједон Смет (БЕЛ)                                | Алфредо Бинда (ИТА) (2/6)        |
| 1927.  | Пјетро Кези (ИТА)               | Герард Дебатс (БЕЛ) (2/2)      | Жорж Ронс (БЕЛ) (2/2)              | Морис Рас (БЕЛ)                                   | Алфредо Бинда (ИТА) (3/6)        |
| 1928.  | Костанте Ђирарденго (ИТА) (9/9) | Јан Мартенс (БЕЛ)              | Андре Ледик (ФРА)                  | Ернест Мотар (БЕЛ)                                | Гаетано Белони (ИТА) (5/5)       |
| 1929.  | Алфредо Бинда (ИТА) (4/6)       | Јосеф Дервас (БЕЛ)             | Шарл Меније (БЕЛ)                  | Алфонс Схеперс (БЕЛ) (1/4)                        | Пјетро Фосати (ИТА)              |
| 1930.  | Микеле Мара (ИТА) (1/2)         | Франс Бондел (БЕЛ)             | Јулин Верваке (БЕЛ)                | Херман Бузе (ЊЕМ)                                 | Микеле Мара (ИТА) (2/2)          |
| 1931.  | Алфредо Бинда (ИТА) (5/6)       | Ромајн Гајселс (БЕЛ) (1/3)     | Гастон Ребри (БЕЛ) (1/4)           | Алфонс Схеперс (БЕЛ) (2/4)                        | Алфредо Бинда (ИТА) (6/6)        |
| 1932.  | Алфредо Бове (ИТА)              | Ромајн Гајселс (БЕЛ) (2/3)     | Ромајн Гајселс (БЕЛ) (3/3)         | Марсел Ују (БЕЛ)                                  | Антонио Негрини (ИТА)            |
| 1933.  | Леарко Гвера (ИТА) (1/2)        | Алфонс Схеперс (БЕЛ) (3/4)     | Силвер Мас (БЕЛ)                   | Франсоа Гардје (БЕЛ)                              | Доменико Пијемонтези (ИТА)       |
| 1934.  | Јеф Демојсер (БЕЛ)              | Гастон Ребри (БЕЛ) (2/4)       | Гастон Ребри (БЕЛ) (3/4)           | Тео Харкенрат (БЕЛ)                               | Леарко Гвера (ИТА) (2/2)         |
| 1935.  | Ђузепе Олмо (ИТА) (1/2)         | Луис Дерло (БЕЛ)               | Гастон Ребри (БЕЛ) (4/4)           | Алфонс Схеперс (БЕЛ) (4/4)                        | Енрико Моло (ИТА)                |
| 1936.  | Анђело Варето (ИТА)             | Луис Хардикест (БЕЛ)           | Жорж Спеше (ФРА)                   | Алберт Бекарт (БЕЛ)                               | Ђино Бартали (ИТА) (1/7)         |
| 1937.  | Чезаре дел Кончија (ИТА)        | Михел д'Хоге (БЕЛ)             | Жил Роси (ИТА)                     | Елои Меленбер (БЕЛ)                               | Алдо Бини (ИТА) (1/2)            |
| 1938.  | Ђузепе Олмо (ИТА) (2/2)         | Едгард де Каливе (БЕЛ)         | Лусин Сторм (БЕЛ)                  | Алфонс Делор (БЕЛ)                                | Чино Чинели (ИТА) (1/2)          |
| 1939.  | Ђино Бартали (ИТА) (2/7)        | Карел Карс (БЕЛ)               | Емил Масон млађи (БЕЛ)             | Алберт Ритсерфелт (БЕЛ)                           | Ђино Бартали (ИТА) (3/7)         |
| 1940.  | Ђино Бартали (ИТА) (4/7)        | Ахил Бојсе (БЕЛ) (1/3)         | Није одржавано                     | Није одржавано                                    | Ђино Бартали (ИТА) (5/7)         |
| 1941.  | Пјерино Фавали (ИТА)            | Ахил Бојсе (БЕЛ) (2/3)         | Није одржавано                     | Није одржавано                                    | Марио Ричи (ИТА) (1/2)           |
| 1942.  | Адолфо Леони (ИТА)              | Брик Схоте (БЕЛ) (1/2)         | Није одржавано                     | Није одржавано                                    | Алдо Бини (ИТА) (2/2)            |
| 1943.  | Чино Чинели (ИТА) (2/2)         | Ахил Бојсе (БЕЛ) (3/3)         | Маркел Кинт (БЕЛ)                  | Рихард Депортер (БЕЛ) (1/2)                       | Није одржавано                   |
| 1944.  | Није одржавано                  | Рик ван Стенберген (БЕЛ) (1/5) | Маурис Десимплар (БЕЛ)             | Није одржавано                                    | Није одржавано                   |
| 1945.  | Није одржавано                  | Силван Грисол (БЕЛ)            | Пол Маје (ФРА)                     | Јан Енгелс (БЕЛ)                                  | Марио Ричи (ИТА) (2/2)           |
| 1946.  | Фаусто Копи (ИТА) (1/9)         | Рик ван Стенберген (БЕЛ) (2/5) | Жорж Клас (БЕЛ) (1/2)              | Проспер Депредом (БЕЛ) (1/2)                      | Фаусто Копи (ИТА) (2/9)          |
| 1947.  | Ђино Бартали (ИТА) (6/7)        | Емил Фајгнарт (БЕЛ)            | Жорж Клас (БЕЛ) (2/2)              | Рихард Депортер (БЕЛ) (2/2)                       | Фаусто Копи (ИТА) (3/9)          |
| 1948.  | Фаусто Копи (ИТА) (4/9)         | Брик Схоте (БЕЛ) (2/2)         | Рик ван Стенберген (БЕЛ) (3/5)     | Морис Молен (БЕЛ)                                 | Фаусто Копи (ИТА) (5/9)          |
| 1949.  | Фаусто Копи (ИТА) (6/9)         | Фјоренцо Мањи (ИТА) (1/3)      | Серс Копи (ИТА) · Андре Маје (ФРА) | Камил Данкијом (ФРА)                              | Фаусто Копи (ИТА) (7/9)          |
| 1950.  | Ђино Бартали (ИТА) (7/7)        | Фјоренцо Мањи (ИТА) (2/3)      | Фаусто Копи (ИТА) (8/9)            | Проспер Депредом (БЕЛ) (2/2)                      | Ренцо Солдани (ИТА)              |
| 1951.  | Луизон Бобе (ФРА) (1/4)         | Фјоренцо Мањи (ИТА) (3/3)      | Антонио Бевилакуа (ИТА)            | Фердинанд Киблер (ШВА) (1/2)                      | Луизон Бобе (ФРА) (2/4)          |
| 1952.  | Лорето Петручи (ИТА) (1/2)      | Рогер Декок (БЕЛ)              | Рик ван Стенберген (БЕЛ) (4/5)     | Фердинанд Киблер (ШВА) (2/2)                      | Ђузепе Минарди (ИТА)             |
| 1953.  | Лорето Петручи (ИТА) (2/2)      | Вим ван Ест (ХОЛ)              | Гермајн Дерајке (БЕЛ) (1/4)        | Алос де Хертог (БЕЛ)                              | Бруно Ланди (ИТА)                |
| 1954.  | Рик ван Стенберген (БЕЛ) (5/5)  | Ремон Импанис (БЕЛ) (1/2)      | Ремон Импанис (БЕЛ) (2/2)          | Марсел Ернз (ЛУК)                                 | Фаусто Копи (ИТА) (9/9)          |
| 1955.  | Гермајн Дерајке (БЕЛ) (2/4)     | Луизон Бобе (ФРА) (3/4)        | Жан Форестје (ФРА) (1/2)           | Стан Окерс (БЕЛ)                                  | Клето Мауле (ИТА)                |
| 1956.  | Фред де Бројне (БЕЛ) (1/6)      | Жан Форестје (ФРА) (2/2)       | Луизон Бобе (ФРА) (4/4)            | Фред де Бројне (БЕЛ) (2/6)                        | Андре Даригад (ФРА)              |
| 1957.  | Мигел Поблет (ШПА) (1/2)        | Фред де Бројне (БЕЛ) (3/6)     | Фред де Бројне (БЕЛ) (4/6)         | Гермајн Дерајке (БЕЛ) (3/4) · Франс Схаубен (БЕЛ) | Дијего Ронкини (ИТА)             |
| 1958.  | Рик ван Лој (БЕЛ) (1/8)         | Гермајн Дерајке (БЕЛ) (4/4)    | Леон Вандале (БЕЛ)                 | Фред де Бројне (БЕЛ) (5/6)                        | Нино Дефилипис (ИТА)             |
| 1959.  | Мигел Поблет (ШПА) (2/2)        | Рик ван Лој (БЕЛ) (2/8)        | Ноел Форе (БЕЛ) (1/2)              | Фред де Бројне (БЕЛ) (6/6)                        | Рик ван Лој (БЕЛ) (3/8)          |
| 1960.  | Рене Прива (ФРА)                | Артур де Каботер (БЕЛ)         | Пино Серами (БЕЛ)                  | Албертус Гелдерманс (ХОЛ)                         | Емил Дамс (БЕЛ) (1/3)            |
| 1961.  | Ремон Пулидор (ФРА)             | Том Симпсон (УК) (1/3)         | Рик ван Лој (БЕЛ) (4/8)            | Рик ван Лој (БЕЛ) (5/8)                           | Вито Таконе (ИТА)                |
| 1962.  | Емил Дамс (БЕЛ) (2/3)           | Рик ван Лој (БЕЛ) (6/8)        | Рик ван Лој (БЕЛ) (7/8)            | Јеф Планкарт (БЕЛ)                                | Јо де Ро (ХОЛ) (1/3)             |
| 1963.  | Жозеф Грусар (ФРА)              | Ноел Форе (БЕЛ) (2/2)          | Емил Дамс (БЕЛ) (3/3)              | Франс Мелкенбек (БЕЛ)                             | Јо де Ро (ХОЛ) (2/3)             |
| 1964.  | Том Симпсон (УК) (2/3)          | Руди Алтиг (ЊЕМ) (1/2)         | Петер Пост (ХОЛ)                   | Вили Боклант (БЕЛ)                                | Ђани Мота (ИТА)                  |
| 1965.  | Ари ден Хартог (ХОЛ)            | Јо де Ро (ХОЛ) (3/3)           | Рик ван Лој (БЕЛ) (8/8)            | Кармине Прециози (ИТА)                            | Том Симпсон (УК) (3/3)           |
| 1966.  | Еди Меркс (БЕЛ) (1/19)          | Едвард Селс (БЕЛ)              | Феличе Ђимонди (ИТА) (1/4)         | Жак Анкетил (ФРА)                                 | Феличе Ђимонди (ИТА) (2/4)       |
| 1967.  | Еди Меркс (БЕЛ) (2/19)          | Дино Цандегу (ИТА)             | Јан Јансен (ХОЛ)                   | Валтер Годефрот (БЕЛ) (1/4)                       | Франко Битоси (ИТА) (1/2)        |
| 1968.  | Руди Алтиг (ЊЕМ) (2/2)          | Валтер Годефрот (БЕЛ) (2/4)    | Еди Меркс (БЕЛ) (3/19)             | Валер ван Свевелт (БЕЛ)                           | Херман ван Спрингел (БЕЛ)        |
| 1969.  | Еди Меркс (БЕЛ) (4/19)          | Еди Меркс (БЕЛ) (5/19)         | Валтер Годефрот (БЕЛ) (3/4)        | Еди Меркс (БЕЛ) (6/19)                            | Жан Пјер Монсер (БЕЛ)            |
| 1970.  | Микеле Данчели (ИТА)            | Ерик Леман (БЕЛ) (1/3)         | Еди Меркс (БЕЛ) (7/19)             | Рогер де Фламинк (БЕЛ) (1/11)                     | Франко Битоси (ИТА) (2/2)        |
| 1971.  | Еди Меркс (БЕЛ) (8/19)          | Еверт Долман (ХОЛ)             | Рогер Росир (БЕЛ)                  | Еди Меркс (БЕЛ) (9/19)                            | Еди Меркс (БЕЛ) (10/19)          |
| 1972.  | Еди Меркс (БЕЛ) (11/19)         | Ерик Леман (БЕЛ) (2/3)         | Рогер де Фламинк (БЕЛ) (2/11)      | Еди Меркс (БЕЛ) (12/19)                           | Еди Меркс (БЕЛ) (13/19)          |
| 1973.  | Рогер де Фламинк (БЕЛ) (3/11)   | Ерик Леман (БЕЛ) (3/3)         | Еди Меркс (БЕЛ) (14/19)            | Еди Меркс (БЕЛ) (15/19)                           | Феличе Ђимонди (ИТА) (3/4)       |
| 1974.  | Феличе Ђимонди (ИТА) (4/4)      | Сес Бал (ХОЛ)                  | Рогер де Фламинк (БЕЛ) (4/11)      | Жорж Пинтан (БЕЛ)                                 | Рогер де Фламинк (БЕЛ) (5/11)    |
| 1975.  | Еди Меркс (БЕЛ) (16/19)         | Еди Меркс (БЕЛ) (17/19)        | Рогер де Фламинк (БЕЛ) (6/11)      | Еди Меркс (БЕЛ) (18/19)                           | Франческо Мозер (ИТА) (1/6)      |
| 1976.  | Еди Меркс (БЕЛ) (19/19)         | Валтер Планкарт (БЕЛ)          | Марк Демејер (БЕЛ)                 | Јозеф Бројере (БЕЛ) (1/2)                         | Рогер де Фламинк (БЕЛ) (7/11)    |
| 1977.  | Јан Рас (ХОЛ) (1/4)             | Рогер де Фламинк (БЕЛ) (8/11)  | Рогер де Фламинк (БЕЛ) (9/11)      | Бернар Ино (ФРА) (1/5)                            | Ђанбатиста Баронкели (ИТА) (1/2) |
| 1978.  | Рогер де Фламинк (БЕЛ) (10/11)  | Валтер Годефрот (БЕЛ) (4/4)    | Франческо Мозер (ИТА) (2/6)        | Јозеф Бројере (БЕЛ) (2/2)                         | Франческо Мозер (ИТА) (3/6)      |
| 1979.  | Рогер де Фламинк (БЕЛ) (11/11)  | Јан Рас (ХОЛ) (2/4)            | Франческо Мозер (ИТА) (4/6)        | Дитрих Турау (ЊЕМ)                                | Бернар Ино (ФРА) (2/5)           |
| 1980.  | Пјерино Гаваци (ИТА)            | Михел Полентир (БЕЛ)           | Франческо Мозер (ИТА) (5/6)        | Бернар Ино (ФРА) (3/5)                            | Алфонс де Волф (БЕЛ) (1/2)       |
| 1981.  | Алфонс де Волф (БЕЛ) (2/2)      | Хени Којпер (ХОЛ) (1/4)        | Бернар Ино (ФРА) (4/5)             | Јозеф Фухс (ШВА)                                  | Хени Којпер (ХОЛ) (2/4)          |
| 1982.  | Марк Гомез (ФРА)                | Рене Мартенс (БЕЛ)             | Јан Рас (ХОЛ) (3/4)                | Силвано Контини (ИТА)                             | Ђузепе Сарони (ИТА) (1/2)        |
| 1983.  | Ђузепе Сарони (ИТА) (2/2)       | Јан Рас (ХОЛ) (4/4)            | Хени Којпер (ХОЛ) (3/4)            | Стивен Рокс (ХОЛ)                                 | Шон Кели (ИРС) (1/9)             |
| 1984.  | Франческо Мозер (ИТА) (6/6)     | Јохан Ламертс (ХОЛ)            | Шон Кели (ИРС) (2/9)               | Шон Кели (ИРС) (3/9)                              | Бернар Ино (ФРА) (5/5)           |
| 1985.  | Хени Којпер (ХОЛ) (4/4)         | Ерик Вандерарден (БЕЛ) (1/2)   | Марк Мадио (ФРА) (1/2)             | Морено Арђентин (ИТА) (1/6)                       | Шон Кели (ИРС) (4/9)             |
| 1986.  | Шон Кели (ИРС) (5/9)            | Адри ван дер Пул (ХОЛ) (1/2)   | Шон Кели (ИРС) (6/9)               | Морено Арђентин (ИТА) (2/6)                       | Ђанбатиста Баронкели (ИТА) (2/2) |
| 1987.  | Ерик Мехлер (ШВА)               | Клод Крикјелион (БЕЛ)          | Ерик Вандерарден (БЕЛ) (2/2)       | Морено Арђентин (ИТА) (3/6)                       | Морено Арђентин (ИТА) (4/6)      |
| 1988.  | Лоран Фињон (ФРА) (1/2)         | Еди Планкарт (БЕЛ) (1/2)       | Дирк Демол (БЕЛ)                   | Адри ван дер Пул (ХОЛ) (2/2)                      | Шарли Моте (ФРА)                 |
| 1989.  | Лоран Фињон (ФРА) (2/2)         | Едвиг ван Хојдонк (БЕЛ) (1/2)  | Жан Мари Вампер (БЕЛ)              | Шон Кели (ИРС) (7/9)                              | Тони Ромингер (ШВА) (1/2)        |
| 1990.  | Ђани Буњо (ИТА) (1/2)           | Морено Арђентин (ИТА) (5/6)    | Еди Планкарт (БЕЛ) (2/2)           | Ерик ван Ланкер (БЕЛ)                             | Жил Делион (ФРА)                 |
| 1991.  | Клаудио Кјапучи (ИТА)           | Едвиг ван Хојдонк (БЕЛ) (2/2)  | Марк Мадио (ФРА) (2/2)             | Морено Арђентин (ИТА) (6/6)                       | Шон Кели (ИРС) (8/9)             |
| 1992.  | Шон Кели (ИРС) (9/9)            | Жак Диран (ФРА)                | Жилбер Дикло Ласал (ФРА) (1/2)     | Дирк де Волф (БЕЛ)                                | Тони Ромингер (ШВА) (2/2)        |
| 1993.  | Маурицио Фондријест (ИТА)       | Јохан Мусеув (БЕЛ) (1/6)       | Жилбер Дикло Ласал (ФРА) (2/2)     | Ролф Серенсен (ДАН) (1/2)                         | Паскал Ришар (ШВА) (1/2)         |
| 1994.  | Ђорђо Фурлан (ИТА)              | Ђани Буњо (ИТА) (2/2)          | Андреј Чмил (МОЛ) (1/3)            | Евгениј Берзин (РУС)                              | Владислав Бобрик (РУС)           |
| 1995.  | Лоран Жалабер (ФРА) (1/2)       | Јохан Мусеув (БЕЛ) (2/6)       | Франко Балерини (ИТА) (1/2)        | Мауро Ђанети (ШВА)                                | Ђани Фарезин (ИТА)               |
| 1996.  | Габријеле Коломбо (ИТА)         | Микеле Бартоли (ИТА) (1/5)     | Јохан Мусеув (БЕЛ) (3/6)           | Паскал Ришар (ШВА) (2/2)                          | Андреа Тафи (ИТА) (1/3)          |
| 1997.  | Ерик Цабел (ЊЕМ) (1/4)          | Ролф Серенсен (ДАН) (2/2)      | Фредерик Гиздон (ФРА)              | Микеле Бартоли (ИТА) (2/5)                        | Лоран Жалабер (ФРА) (2/2)        |
| 1998.  | Ерик Цабел (ЊЕМ) (2/4)          | Јохан Мусеув (БЕЛ) (4/6)       | Франко Балерини (ИТА) (2/2)        | Микеле Бартоли (ИТА) (3/5)                        | Оскар Каменцин (ШВА) (1/2)       |
| 1999.  | Андреј Чмил (БЕЛ) (2/3)         | Петер ван Петегем (БЕЛ) (1/3)  | Андреа Тафи (ИТА) (2/3)            | Франк Ванденбрук (БЕЛ)                            | Мирко Челестино (ИТА)            |
| 2000.  | Ерик Цабел (ЊЕМ) (3/4)          | Андреј Чмил (БЕЛ) (3/3)        | Јохан Мусеув (БЕЛ) (5/6)           | Паоло Бетини (ИТА) (1/5)                          | Рајмондас Румшас (ЛИТ)           |
| 2001.  | Ерик Цабел (ЊЕМ) (4/4)          | Ђанлука Бортолами (ИТА)        | Сервајс Кнавен (ХОЛ)               | Оскар Каменцин (ШВА) (2/2)                        | Данило ди Лука (ИТА) (1/2)       |
| 2002.  | Марио Чиполини (ИТА)            | Андреа Тафи (ИТА) (3/3)        | Јохан Мусеув (БЕЛ) (6/6)           | Паоло Бетини (ИТА) (2/5)                          | Микеле Бартоли (ИТА) (4/5)       |
| 2003.  | Паоло Бетини (ИТА) (3/5)        | Петер ван Петегем (БЕЛ) (2/3)  | Петер ван Петегем (БЕЛ) (3/3)      | Тајлер Хамилтон (САД)                             | Микеле Бартоли (ИТА) (5/5)       |
| 2004.  | Оскар Фреире (ШПА) (1/3)        | Стефен Веземан (ЊЕМ)           | Магнус Бекстет (ШВЕ)               | Давиде Ребелин (ИТА)                              | Дамијано Кунего (ИТА) (1/3)      |
| 2005.  | Алесандро Петаки (ИТА)          | Том Бонен (БЕЛ) (1/7)          | Том Бонен (БЕЛ) (2/7)              | Александар Винокуров (КАЗ) (1/2)                  | Паоло Бетини (ИТА) (4/5)         |
| 2006.  | Филипо Поцато (ИТА)             | Том Бонен (БЕЛ) (3/7)          | Фабијан Канчелара (ШВА) (1/7)      | Алехандро Валверде (ШПА) (1/4)                    | Паоло Бетини (ИТА) (5/5)         |
| 2007.  | Оскар Фреире (ШПА) (2/3)        | Алесандро Балан (ИТА)          | Стјуарт О Грејди (АУС)             | Данило ди Лука (ИТА) (2/2)                        | Дамијано Кунего (ИТА) (2/3)      |
| 2008.  | Фабијан Канчелара (ШВА) (2/7)   | Штајн Деволдер (БЕЛ) (1/2)     | Том Бонен (БЕЛ) (4/7)              | Алехандро Валверде (ШПА) (2/4)                    | Дамијано Кунего (ИТА) (3/3)      |
| 2009.  | Марк Кевендиш (УК)              | Штајн Деволдер (БЕЛ) (2/2)     | Том Бонен (БЕЛ) (5/7)              | Анди Шлек (ЛУК)                                   | Филип Жилбер (БЕЛ) (1/5)         |
| 2010.  | Оскар Фреире (ШПА) (3/3)        | Фабијан Канчелара (ШВА) (3/7)  | Фабијан Канчелара (ШВА) (4/7)      | Александар Винокуров (КАЗ) (2/2)                  | Филип Жилбер (БЕЛ) (2/5)         |
| 2011.  | Метју Гос (АУС)                 | Ник Нојенс (БЕЛ)               | Јохан Вансумерен (БЕЛ)             | Филип Жилбер (БЕЛ) (3/5)                          | Оливер Цауг (ШВА)                |
| 2012.  | Сајмон Геранс (АУС) (1/2)       | Том Бонен (БЕЛ) (6/7)          | Том Бонен (БЕЛ) (7/7)              | Максим Иглињски (КАЗ)                             | Хоаким Родригез (ШПА) (1/2)      |
| 2013.  | Гералд Циолек (ЊЕМ)             | Фабијан Канчелара (ШВА) (5/7)  | Фабијан Канчелара (ШВА) (6/7)      | Данијел Мартин (ИРС) (1/2)                        | Хоаким Родригез (ШПА) (2/2)      |
| 2014.  | Александер Кристоф (НОР) (1/2)  | Фабијан Канчелара (ШВА) (7/7)  | Ники Терпстра (ХОЛ) (1/2)          | Сајмон Геранс (АУС) (2/2)                         | Данијел Мартин (ИРС) (2/2)       |
| 2015.  | Џон Дегенколб (ЊЕМ) (1/2)       | Александер Кристоф (НОР) (2/2) | Џон Дегенколб (ЊЕМ) (2/2)          | Алехандро Валверде (ШПА) (3/4)                    | Винченцо Нибали (ИТА) (1/3)      |
| 2016.  | Арно Демар (ФРА)                | Петер Саган (СВК) (1/2)        | Метју Хејман (АУС)                 | Ваут Пулс (ХОЛ)                                   | Естебан Чавез (КОЛ)              |
| 2017.  | Михал Квјатковски (ПОЉ)         | Филип Жилбер (БЕЛ) (4/5)       | Грег ван Авермат (БЕЛ)             | Алехандро Валверде (ШПА) (4/4)                    | Винченцо Нибали (ИТА) (2/3)      |
| 2018.  | Винченцо Нибали (ИТА) (3/3)     | Ники Терпстра (ХОЛ) (2/2)      | Петер Саган (СВК) (2/2)            | Боб Јунгелс (ЛУК)                                 | Тибо Пино (ФРА)                  |
| 2019.  | Жилијен Алафилип (ФРА)          | Алберто Бетиол (ИТА)           | Филип Жилбер (БЕЛ) (5/5)           | Јакоб Фуглсанг (ДАН) (1/2)                        | Бауке Молема (ХОЛ)               |
| 2020.  | Ваут ван Арт (БЕЛ)              | Метју ван дер Пул (ХОЛ) (1/8)  | Није одржано                       | Примож Роглич (СЛО)                               | Јакоб Фуглсанг (ДАН) (2/2)       |
| 2021.  | Јаспер Стојвен (БЕЛ)            | Каспер Асгрен (ДАН)            | Сони Колбрели (ИТА)                | Тадеј Погачар (СЛО) (1/9)                         | Тадеј Погачар (СЛО) (2/9)        |
| 2022.  | Матеј Мохорич (СЛО)             | Метју ван дер Пул (ХОЛ) (2/8)  | Дилан ван Барле (ХОЛ)              | Ремко Евенепул (БЕЛ) (1/2)                        | Тадеј Погачар (СЛО) (3/9)        |
| 2023.  | Метју ван дер Пул (ХОЛ) (3/8)   | Тадеј Погачар (СЛО) (4/9)      | Метју ван дер Пул (ХОЛ) (4/8)      | Ремко Евенепул (БЕЛ) (2/2)                        | Тадеј Погачар (СЛО) (5/9)        |
| 2024.  | Јаспер Филипсен (БЕЛ)           | Метју ван дер Пул (ХОЛ) (5/8)  | Метју ван дер Пул (ХОЛ) (6/8)      | Тадеј Погачар (СЛО) (6/9)                         | Тадеј Погачар (СЛО) (7/9)        |
| 2025.  | Метју ван дер Пул (ХОЛ) (7/8)   | Тадеј Погачар (СЛО) (8/9)      | Метју ван дер Пул (ХОЛ) (8/8)      | Тадеј Погачар (СЛО) (9/9)                         |                                  |
| Година | Милано—Санремо                  | Ронде ван Фландерен            | Париз—Рубе                         | Лијеж—Бастоњ—Лијеж                                | Ђиро ди Ломбардија               |

## Статистика

### Највише побједа
Само су три возача освојила свих пет монументалних класика током каријере: Рик ван Лој, Еди Меркс и Рогер де Фламинк, док је Еди Меркс једини који је свих пет класика освојио више од једног пута.
Шест возача је освојило по четири различита монументална класика. Шон Кели је био најближи освајању свих пет, Ронде ван Фландерен је завршио на трећем мјесту три пута (1984, 1986 и 1987). Холанђанин Хени Којпер је освојио сваки монумент осим Лијеж—Бастоњ—Лијежа, који је завршио на другом мјесту 1980. Француз Луизон Бобе је такође освојио сваки осим Лијеж—Бастоњ—Лијежа, док је Белгијанац Фред де Бројне освојио све осим Ђиро ди Ломбардије, коју је завршио на другом мјесту 1955. Гермајн Дерајке је такође освојио све осим Ломбардије. Филип Жилбер је побједом на Париз—Рубеу 2019. постао шести возач који је освојио четири монументална класика, све осим Милано—Санрема, који је двапут завршио на трећем мјесту.
Еди Меркс је рекордер по броју освојених монументалних класика са 19 и једини је возач који је свих пет класика освојио више од једног пута. Рогер де Фламинк је освојио 11 класика. Тројица су освојила по 9 монументалних класика: Костанте Ђирарденго, који је освајао само италијанске класике; Фаусто Копи, који је осим италијанских освојио и једном Париз—Рубе, као и Шон Кели, који једино није освојио Ронде, док је преостала четири освојио више од једног пута.
Од држава, Белгијанци су побиједили 217 пута, а Италијани 156. Белгијанци су најуспјешнији на Рондеу, Париз—Рубеу и Лијеж—Бастоњ—Лијежу, док су Италијани најуспјешнији на домаћим класицима — Милано—Санрему и Ђиро ди Ломбардији. Французи су трећа најуспјешнија нација, са 62 побједе.
Еди Меркс је рекордер на Милано—Санрему са седам и Лијеж—Бастоњ—Лијежу са пет побједа. Рогер де Фламинк и Том Бонен су рекордери на Париз—Рубеу, са по четири побједе, док су Ронде ван Фландерен шесторица возача освојила по три пута: Ахил Бојсе, Фјоренцо Мањи, Ерик Леман, Јохан Мусеув, Том Бонен и Фабијан Канчелара. Фаусто Копи је рекордер на Ђиро ди Ломбардији са пет побједа.
| П.  | Возач               | Држава             | Прва побједа | Последња побједа | М–С | РвФ | П–Р | Л–Б–Л | ЂдЛ | Укупно |
| --- | ------------------- | ------------------ | ------------ | ---------------- | --- | --- | --- | ----- | --- | ------ |
| 1.  | Еди Меркс           | Белгија            | 1966         | 1976             | 7   | 2   | 3   | 5     | 2   | 19     |
| 2.  | Рогер де Фламинк    | Белгија            | 1970         | 1979             | 3   | 1   | 4   | 1     | 2   | 11     |
| 3.  | Костанте Ђирарденго | Италија            | 1918         | 1928             | 6   |     |     |       | 3   | 9      |
| 3.  | Фаусто Копи         | Италија            | 1946         | 1954             | 3   |     | 1   |       | 5   | 9      |
| 3.  | Шон Кели            | Ирска              | 1983         | 1992             | 2   |     | 2   | 2     | 3   | 9      |
| 3.  | Тадеј Погачар       | Словенија          | 2021         | 2025             |     | 2   |     | 3     | 4   | 9      |
| 6.  | Рик ван Лој         | Белгија            | 1958         | 1965             | 1   | 2   | 3   | 1     | 1   | 8      |
| 6.  | Метју ван дер Пул   | Холандија          | 2020         | 2025             | 2   | 3   | 3   |       |     | 8      |
| 7.  | Ђино Бартали        | Италија            | 1939         | 1950             | 4   |     |     |       | 3   | 7      |
| 7.  | Том Бонен           | Белгија            | 2005         | 2012             |     | 3   | 4   |       |     | 7      |
| 7.  | Фабијан Канчелара   | Швајцарска         | 2006         | 2014             | 1   | 3   | 3   |       |     | 7      |
| 10. | Анри Пелисје        | Француска          | 1911         | 1921             | 1   |     | 2   |       | 3   | 6      |
| 10. | Алфредо Бинда       | Италија            | 1925         | 1931             | 2   |     |     |       | 4   | 6      |
| 10. | Фред де Бројне      | Белгија            | 1956         | 1959             | 1   | 1   | 1   | 3     |     | 6      |
| 10. | Франческо Мозер     | Италија            | 1975         | 1984             | 1   |     | 3   |       | 2   | 6      |
| 10. | Морено Арђентин     | Италија            | 1985         | 1991             |     | 1   |     | 4     | 1   | 6      |
| 10. | Јохан Мусеув        | Белгија            | 1993         | 2002             |     | 3   | 3   |       |     | 6      |
| 16. | Гаетано Белони      | Италија            | 1915         | 1928             | 2   |     |     |       | 3   | 5      |
| 16. | Рик ван Стенберген  | Белгија            | 1944         | 1954             | 1   | 2   | 2   |       |     | 5      |
| 16. | Бернар Ино          | Француска          | 1977         | 1984             |     |     | 1   | 2     | 2   | 5      |
| 16. | Микеле Бартоли      | Италија            | 1996         | 2003             |     | 1   |     | 2     | 2   | 5      |
| 16. | Паоло Бетини        | Италија            | 2000         | 2006             | 1   |     |     | 2     | 2   | 5      |
| 16. | Филип Жилбер        | Белгија            | 2009         | 2019             |     | 1   | 1   | 1     | 2   | 5      |
| 22. | Гастон Ребри        | Белгија            | 1931         | 1935             |     | 1   | 3   |       |     | 4      |
| 22. | Алфонс Схеперс      | Белгија            | 1929         | 1935             |     | 1   |     | 3     |     | 4      |
| 22. | Луизон Бобе         | Француска          | 1951         | 1956             | 1   | 1   | 1   |       | 1   | 4      |
| 22. | Гермајн Дерајке     | Белгија            | 1953         | 1958             | 1   | 1   | 1   | 1     |     | 4      |
| 22. | Феличе Ђимонди      | Италија            | 1966         | 1974             | 1   |     | 1   |       | 2   | 4      |
| 22. | Валтер Годефрот     | Белгија            | 1967         | 1978             |     | 2   | 1   | 1     |     | 4      |
| 22. | Хени Којпер         | Холандија          | 1981         | 1985             | 1   | 1   | 1   |       | 1   | 4      |
| 22. | Јан Рас             | Холандија          | 1977         | 1983             | 1   | 2   | 1   |       |     | 4      |
| 22. | Ерик Цабел          | Њемачка            | 1997         | 2001             |     |     |     |       | 4   | 4      |
| 22. | Алехандро Валверде  | Шпанија            | 2006         | 2017             |     |     |     | 4     |     | 4      |
| 32. | Леон Хуа            | Белгија            | 1892         | 1894             |     |     |     | 3     |     | 3      |
| 32. | Октав Лапиз         | Француска          | 1909         | 1911             |     |     | 3   |       |     | 3      |
| 32. | Рене Фермандел      | Белгија            | 1921         | 1924             |     | 1   |     | 2     |     | 3      |
| 32. | Ђовани Брунеро      | Италија            | 1922         | 1924             | 1   |     |     |       | 2   | 3      |
| 32. | Ромајн Гајселс      | Белгија            | 1931         | 1932             |     | 2   | 1   |       |     | 3      |
| 32. | Ахил Бојсе          | Белгија            | 1940         | 1943             |     | 3   |     |       |     | 3      |
| 32. | Фјоренцо Мањи       | Италија            | 1949         | 1951             |     | 3   |     |       |     | 3      |
| 32. | Јо де Ро            | Холандија          | 1962         | 1965             |     | 1   |     |       | 2   | 3      |
| 32. | Емил Дамс           | Белгија            | 1960         | 1963             | 1   |     | 1   |       | 1   | 3      |
| 32. | Том Симпсон         | УК                 | 1961         | 1965             | 1   | 1   |     |       | 1   | 3      |
| 32. | Ерик Леман          | Белгија            | 1970         | 1973             |     | 3   |     |       |     | 3      |
| 32. | Андреј Чмил         | Молдавија/ Белгија | 1994         | 2000             | 1   | 1   | 1   |       |     | 3      |
| 32. | Андреа Тафи         | Италија            | 1996         | 2002             |     | 1   | 1   |       | 1   | 3      |
| 32. | Петер ван Петегем   | Белгија            | 1999         | 2003             |     | 2   | 1   |       |     | 3      |
| 32. | Оскар Фреире        | Шпанија            | 2004         | 2010             | 3   |     |     |       |     | 3      |
| 32. | Дамијано Кунего     | Италија            | 2004         | 2008             |     |     |     |       | 3   | 3      |
| 32. | Винченцо Нибали     | Италија            | 2015         | 2018             | 1   |     |     |       | 2   | 3      |

Возачи означени плавом бојом су и даље активни. Број побједа означен златном бојом означава да возач или возачи држе рекорд у броју побједа на тој трци.

### Побједе по државама
| Позиција | Држава     | Милано—Санремо | Ронде ван Фландерен | Париз—Рубе | Лијеж—Бастоњ—Лијеж | Ђиро ди Ломбардија | Укупно |
| -------- | ---------- | -------------- | ------------------- | ---------- | ------------------ | ------------------ | ------ |
| 1.       | Белгија    | 23             | 69                  | 57         | 61                 | 12                 | 222    |
| 2.       | Италија    | 51             | 11                  | 14         | 12                 | 69                 | 157    |
| 3.       | Француска  | 14             | 3                   | 28         | 5                  | 12                 | 62     |
| 4.       | Холандија  | 5              | 13                  | 10         | 4                  | 4                  | 36     |
| 5.       | Швајцарска | 2              | 4                   | 4          | 6                  | 5                  | 21     |
| 6.       | Њемачка    | 7              | 2                   | 2          | 2                  | 0                  | 13     |
| 7.       | Ирска      | 2              | 0                   | 2          | 3                  | 4                  | 11     |
| 7.       | Шпанија    | 5              | 0                   | 0          | 4                  | 2                  | 11     |
| 7.       | Словенија  | 1              | 2                   | 0          | 3                  | 4                  | 11     |
| 9.       | Аустралија | 2              | 0                   | 2          | 1                  | 0                  | 5      |
| 9.       | Луксембург | 0              | 0                   | 1          | 3                  | 1                  | 5      |
| 9.       | Данска     | 0              | 2                   | 0          | 2                  | 1                  | 5      |
| 12.      | УК         | 2              | 1                   | 0          | 0                  | 1                  | 4      |
| 13.      | Казахстан  | 0              | 0                   | 0          | 3                  | 0                  | 3      |
| 14.      | Норвешка   | 1              | 1                   | 0          | 0                  | 0                  | 2      |
| 14.      | Словачка   | 0              | 1                   | 1          | 0                  | 0                  | 2      |
| 14.      | Русија     | 0              | 0                   | 0          | 1                  | 1                  | 2      |
| 18.      | Колумбија  | 0              | 0                   | 0          | 0                  | 1                  | 1      |
| 18.      | Литванија  | 0              | 0                   | 0          | 0                  | 1                  | 1      |
| 18.      | Молдавија  | 0              | 0                   | 1          | 0                  | 0                  | 1      |
| 18.      | Пољска     | 1              | 0                   | 0          | 0                  | 0                  | 1      |
| 18.      | Шведска    | 0              | 0                   | 1          | 0                  | 0                  | 1      |
| 18.      | САД        | 0              | 0                   | 0          | 1                  | 0                  | 1      |

### Побједници три монументална класика у истој сезони
Једини возач који је освојио три монументална класика у истој сезони је Еди Меркс, који је то урадио четири пута:
| Милано—Санремо, Ронде ван Фландерен и Лијеж—Бастоњ—Лијеж | Милано—Санремо, Ронде ван Фландерен и Лијеж—Бастоњ—Лијеж |
| -------------------------------------------------------- | -------------------------------------------------------- |
| 1969.                                                    | Еди Меркс                                                |
| 1975.                                                    | Еди Меркс                                                |

| Милано—Санремо, Лијеж—Бастоњ—Лијеж и Ђиро ди Ломбардија | Милано—Санремо, Лијеж—Бастоњ—Лијеж и Ђиро ди Ломбардија |
| ------------------------------------------------------- | ------------------------------------------------------- |
| 1971.                                                   | Еди Меркс                                               |
| 1972.                                                   | Еди Меркс                                               |

### Побједници два монументална класика у истој сезони
Два монументална класика у истој сезони укупно је освајало 25 возача, укључујући и Едија Меркса, који је четири пута освајао по три монумента у сезони. Најчешћи дабл је освајање калдрмисаних класика — Ронде ван Фландерена и Париз—Рубеа у истој сезони, што је остварено 12 пута. Италијански дабл — Милано—Санремо и Ђиро ди Ломбардија остварен је десет пута. Еди Меркс је једини освојио комбинивано Милано—Санремо/Ронде ван Фландерен, док су Меркс и Тадеј Погачар једини освојили комбиниванои Ронде ван Фландерен/Лијеж—Бастоњ—Лијеж, од чега Маркс када је освајао по три монументална класика, 1969. и 1975.
| Милано—Санремо и Париз—Рубе | Милано—Санремо и Париз—Рубе |
| --------------------------- | --------------------------- |
| 1908.                       | Сирил ван Хауварт           |
| 1986.                       | Шон Кели                    |
| 2015.                       | Џон Дегенколб               |
| 2023.                       | Метју ван дер Пул           |
| 2025.                       | Метју ван дер Пул           |

| Милано—Санремо и Лијеж—Бастоњ—Лијеж | Милано—Санремо и Лијеж—Бастоњ—Лијеж |
| ----------------------------------- | ----------------------------------- |
| 1956.                               | Фред де Бројне                      |

| Милано—Санремо и Ђиро ди Ломбардија | Милано—Санремо и Ђиро ди Ломбардија |
| ----------------------------------- | ----------------------------------- |
| 1921.                               | Костанте Ђирарденго                 |
| 1930.                               | Микеле Мара                         |
| 1931.                               | Алфредо Бинда                       |
| 1939.                               | Ђино Бартали                        |
| 1940.                               | Ђино Бартали                        |
| 1946.                               | Фаусто Копи                         |
| 1948.                               | Фаусто Копи                         |
| 1949.                               | Фаусто Копи                         |

| Ронде ван Фландерен и Париз—Рубе | Ронде ван Фландерен и Париз—Рубе |
| -------------------------------- | -------------------------------- |
| 1923.                            | Хајри Сутер                      |
| 1932.                            | Ромајн Гајселс                   |
| 1934.                            | Гастон Ребри                     |
| 1954.                            | Ремон Импанис                    |
| 1957.                            | Фред де Бројне                   |
| 1962.                            | Рик ван Лој                      |
| 1977.                            | Рогер де Фламинк                 |
| 2003.                            | Петер ван Петегем                |
| 2005.                            | Том Бонен                        |
| 2010.                            | Фабијан Канчелара                |
| 2012.                            | Том Бонен                        |
| 2013.                            | Фабијан Канчелара                |
| 2024.                            | Метју ван дер Пул                |

| Ронде ван Фландерен и Ђиро ди Ломбардија | Ронде ван Фландерен и Ђиро ди Ломбардија |
| ---------------------------------------- | ---------------------------------------- |
| 1959.                                    | Рик ван Лој                              |
| 1981.                                    | Хени Којпер                              |
| 2023.                                    | Тадеј Погачар                            |

| Париз—Рубе и Лијеж—Бастоњ—Лијеж | Париз—Рубе и Лијеж—Бастоњ—Лијеж |
| ------------------------------- | ------------------------------- |
| 1961.                           | Рик ван Лој                     |
| 1973.                           | Еди Меркс                       |
| 1984.                           | Шон Кели                        |

| Париз—Рубе и Ђиро ди Ломбардија | Париз—Рубе и Ђиро ди Ломбардија |
| ------------------------------- | ------------------------------- |
| 1966.                           | Феличе Ђимонди                  |
| 1974.                           | Рогер де Фламинк                |
| 1978.                           | Франческо Мозер                 |

| Лијеж—Бастоњ—Лијеж и Ђиро ди Ломбардија | Лијеж—Бастоњ—Лијеж и Ђиро ди Ломбардија |
| --------------------------------------- | --------------------------------------- |
| 1987.                                   | Морено Арђентин                         |
| 2021.                                   | Тадеј Погачар                           |
| 2024.                                   | Тадеј Погачар                           |

| Ронде ван Фландерен и Лијеж—Бастоњ—Лијеж | Ронде ван Фландерен и Лијеж—Бастоњ—Лијеж |
| ---------------------------------------- | ---------------------------------------- |
| 2025.                                    | Тадеј Погачар                            |